# Lígia Mendes
Lígia Mendes (Belo Horizonte, 13 de junho de 1980) é uma atriz, apresentadora de televisão e radialista brasileira.

## Biografia
Aos dezoito anos estreou no comando do programa Clipe Show pela TV Horizonte onde trabalhou por cinco anos e dividiu a atração com apresentadores como a jornalista Isis Nóbile Diniz. Apresentou o Clipe Show diariamente e ao vivo, com duração de duas horas, voltado ao público jovem. Seus programas na TV Horizonte eram transmitidos não só para Minas Gerais como também por satélite para todo o Brasil.
Após seu tempo em Belo Horizonte, Lígia se mudou para São Paulo e começou a trabalhar na Band, onde cobria o carnaval de Salvador, além de participar como repórter no Programa de Verão da Band, estrelado por Sabrina Parlatore e Olivier Anquier.
Em 2006, dividiu a apresentação das duas primeiras temporadas do programa Ídolos com Beto Marden. Já em 2007, realizou seu sonho de apresentar sozinha um programa em rede nacional, o reality show Quem Perde, Ganha, que não obteve o sucesso alcançado pela primeira temporada do programa apresentada por Sílvio Santos. Em 2008, voltou a apresentar um programa com Beto Marden, dessa vez o programa Astros, versão do programa Ídolos que era exibido nas noites de quarta. Em 6 de março de 2009, estreou o novo reality show do SBT, 10 Anos Mais Jovem versão brasileira do programa estadunidense, 10 Years Younger que ficou no ar até 2 de outubro do mesmo ano.
No dia 14 de novembro de 2008, juntamente com Evandro Santo e o locutor Bob Fernandez, Lígia Mendes estreou na Jovem Pan 2 FM o programa Missão Impossível.
Atuou em 2009, na novela Vende-se um Véu de Noiva como uma Juíza, e em 2010 voltou a atuar na novela Uma Rosa com Amor, em uma participação especial como uma "secretária".
Em 2010, estreou no elenco do Jogo dos Pontinhos ao lado de Helen Ganzarolli, Lívia Andrade, Carlinhos Aguiar, Thaís Pacholek, Mamma Bruschetta e  Alexandre Porpetone (Cabrito Teves) no Programa Silvio Santos.
No dia 5 de janeiro de 2011, sua parceria com Beto Marden volta no programa Se Ela Dança, Eu Danço.
Em 31 de julho de 2012, foi anunciada sua saída do SBT juntamente com Beto Marden. Em seguida, apresentou o programa Top 20, programa que era exibido na Band, onde exibia os vídeos mais incríveis da televisão.
Em 2018, é contratada pela RedeTV! no mês de Novembro para apresentar um programa de variedades, intitulado Tricotando. Em 2021, foi anunciada como uma das novas apresentadoras do TV Fama.

## Carreira

### Televisão
Como apresentadora
| Ano     | Título                   | Função        | Notas                      |
| ------- | ------------------------ | ------------- | -------------------------- |
| 2004    | Programa de Verão        | Repórter      |                            |
| 2006–07 | Ídolos                   | Apresentadora |                            |
| 2007    | Quem Perde, Ganha        | Apresentadora |                            |
| 2008–09 | Astros                   | Apresentadora |                            |
| 2009    | 10 Anos Mais Jovem       | Apresentadora |                            |
| 2009    | Vende-se um Véu de Noiva | Juíza         | Episódio: "12 de setembro" |
| 2010    | Uma Rosa com Amor        | Secretária    | Episódio: "12 de março"    |
| 2011–12 | Se Ela Dança, Eu Danço   | Apresentadora |                            |
| 2014    | Top 20 Band              | Apresentadora |                            |
| 2018–20 | Tricotando               | Apresentadora |                            |
| 2021    | TV Fama                  | Apresentadora |                            |

### Rádio
| Ano     | Título            | Rádio        |
| ------- | ----------------- | ------------ |
| 2008–20 | Missão Impossível | Jovem Pan FM |
| 2019    | Mulheres da Pan   | Jovem Pan FM |
| 2020–21 | Tô na Pan         | Jovem Pan FM |